# Дол Гулдур
Дол Гулдур (синд. Dol Guldur) — в произведениях Дж. Р. Р. Толкина крепость Саурона, расположенная на холме в Лихолесье. Холм, на котором стояла крепость, представлял собой самую высокую точку в юго-западной части леса, но был скалистым и бесплодным. Перед тем, как эти земли захватил Саурон, место носило название Амон Ланк (синд. «голый холм»). Он находился у западной границы Лихолесья по другую сторону Андуина от Лотлориэна.
Название Дол Гулдур в большинстве случаев в тексте обозначает крепость, а не холм, на котором она стоит.
Во Второй Эпохе, до вторжения Саурона, лесные эльфы Орофера, отца Трандуила, населяли земли Рованиона, которые располагались вокруг холма Амон Ланк, но позже покинули их, по-видимому, чтобы избежать конфликта с эльфами Лориэна и гномами Мории.
В 1140 году Т. Э. Мудрым стало известно, что в районе Дол Гулдура начинает собираться Зло. На завершающем этапе Войны Кольца Саурон использовал эту крепость в качестве базы для нападения на Лотлориэн.
Толкин указывал, что Саурон сделал Дол Гулдур основным местом своего обитания до начала Войны за Кольцо не случайно. Выше по течению Андуина от Дол Гулдура находились Ирисные Низины, в которых, как он предполагал, нужно было искать Единое Кольцо.

## Расположение

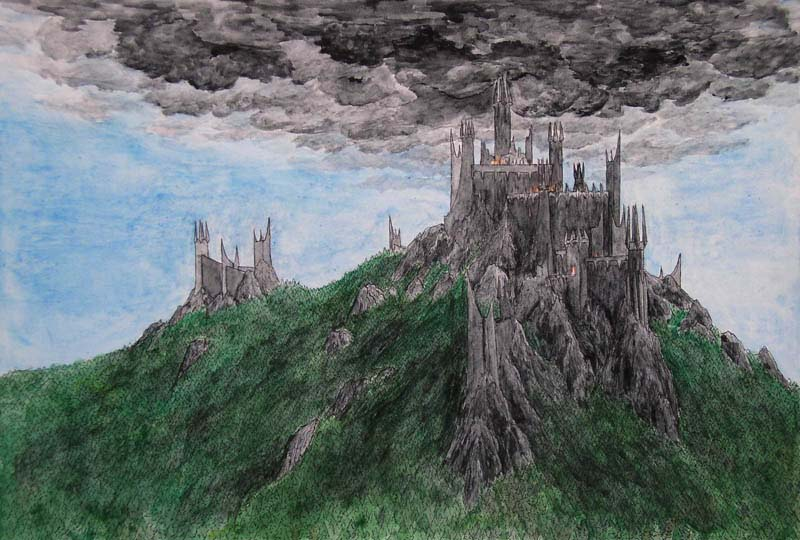
Дол Гулдур

Первые сведения о точном расположении Дол Гулдура появляются на прилагаемой к роману «Властелин Колец» карте. Холм возвышался к востоку от верховьев реки Андуин напротив Лориэна в большом лесу, который, вскоре после занятия Дол Гулдура Сауроном, стал именоваться Лихолесьем.
На северо-восток от холма располагалось королевство лесных эльфов, управляемое Трандуилом, а также Эребор, или Одинокая гора. Ещё дальше на севере стояли Серые горы, Эред Митрин, где некогда обитали гномы.
Согласно «Приложениям» к «Властелину Колец», на встрече в лесу после поражения Саурона и разрушения Дол Гулдура, Келеборн и Трандуил переименовали лес в Эрин Ласгален, «Лес зелёной листвы». Северная часть леса отошла Трандуилу, южная была включена в территориальные владения Келеборна и в дальнейшем именовалась Восточным Лориэном. Середина леса отошла к Беорнингам.

## История
История Дол Гулдура описана в нескольких работах Толкина, среди которых «Властелин Колец», «Хоббит, или Туда и обратно», «Сильмариллион» и «Неоконченные сказания о Нуменоре и Средиземье».
Саурон обосновался в Дол Гулдуре около 1100 года Третьей Эпохи. После того, как Владыка Тьмы был побеждён в войне Последнего Союза, он отступил к Амон Ланк и воздвиг там крепость, где и находился длительное время, восстанавливая силы. Появление некой могущественной тёмной силы в лесу не осталось незамеченным эльфами. Они стали говорить о неком Некроманте, поселившемся на юге.
Вначале не было доподлинно известно, что Саурон уже обрёл физическую форму. Считалось, что Дол Гулдуром правит один из назгулов. Первые подозрения возникли у мага Гэндальфа Серого, который в 2063 году Третьей Эпохи посетил Дол Гулдур. Саурон предвидел его приход и удалился на восток, чтобы сохранить своё присутствие в тайне. Так начался Бдительный Мир, который продолжался до 2460 года, когда Саурон вернулся в крепость.

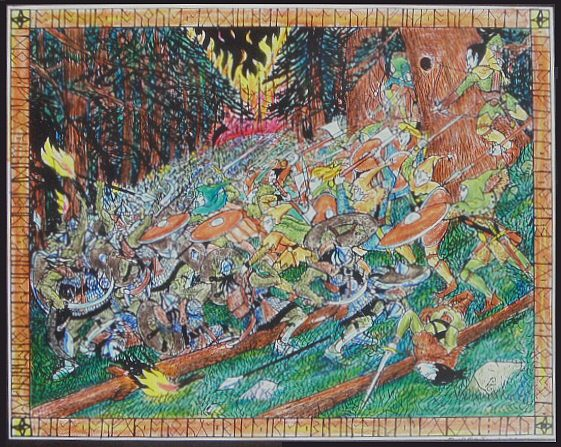
Сражение под Деревьями (иллюстрация Тома Лобака).

В 2845 году Третьей Эпохи, Траин II, гномий король народа Дурина, носитель последнего из семи Колец Власти, подаренных гномам, был захвачен силами Саурона и доставлен в Дол Гулдур, где под пытками отдал своё Кольцо Врагу. Гэндальф вновь отправился к Дол Гулдуру в 2850 году Т. Э. и на этот раз понял, что Некромант действительно не кто иной, как Саурон. Гэндальф также обнаружил в подземельях крепости умирающего Траина. Траин II просил Гэндальфа передать своему сыну и наследнику — Торину Дубощиту карту и ключ от Одинокой Горы.
В 2941 году Т. Э. Совет Мудрых наконец принял решение о нападении на Дол Гулдур. Саурон, однако, не принял открытого боя, а отступил в Мордор. Десять лет спустя, когда Саурон открыто возвестил о своём воцарении в Мордоре, он послал троих назгулов в Дол Гулдур, чтобы те вновь оккупировали крепость. Хамул (один из троих) управлял занятой вновь твердыней в отсутствие Саурона.
В марте 3018 года Т. Э. разведчикам Дол Гулдура стало известно, что Голлум находится в плену у эльфов Трандуила. 20 июня 3018 года орки из Дол Гулдура совершили набег на земли лесных эльфов, и в создавшемся хаосе Голлум сумел бежать.
В марте 3019 года Т. Э., в последние дни Войны Кольца, из Дол Гулдура вышли войска орков по направлению к Лориэну и владениям Трандуила. В дальнейшем серия этих набегов стала известной как сражения за Лотлориэн и Лихолесье: три нападения на Лориэн (11 марта, 15 и 22) и одно — Битва под деревьями — на Трандуила (15 марта). Орки сражались отчаянно, но силы Галадриэль и эльфов оказались слишком велики. Нападения были отражены, а войска Дол Гулдура разбиты. 28 марта родич Тингола Келеборн захватил Дол Гулдур, после чего дочь Финарфина Галадриэль разрушила крепость до основания, освободив тем самым лес от власти тёмных сил.
Логично предположить, что нападение союзников Саурона на Бранда и гномьего короля Эребора Даина II 17 марта того же года было согласовано с атакой на Лотлориэн и владения Трандуила. Однако текстом такая связь не подтверждается.

## Политика
Толкин отразил в истории Дол Гулдура, как по мере увеличения мощи и власти Саурона увеличивалось и напряжение среди его врагов. Толкин изобразил войну, ведомую Последним Союзом эльфов и людей против Саурона в конце Второй Эпохи как разрушительную борьбу, которая, как надеялись Мудрые, не должна была больше никогда повториться. В ответ на зреющую в Дол Гулдуре угрозу они сформировали Белый Совет в 2463 году Т. Э. Намного позже, в 2850 году, Гэндальф лично проник в Дол Гулдур, и его страхи подтвердились: крепостью правил сам Саурон. В следующем году Гэндальф потребовал у Белого Совета принять решение о нападении на оплот Врага. Но Саруман, глава Совета, который был одержим желанием найти самостоятельно Единое Кольцо, воспротивился и заверил Совет, что Саурон не мог восстановить без Кольца свои силы, а Кольцо уже давно унесено в Море рекой Андуин.
На самом деле, Саруман был уверен, что Кольцо находится где-то в Ирисных Низинах, местности поблизости от Дол Гулдура: ведь именно там и пал от стрелы орка последний известный носитель Кольца — Исилдур. Саруман, следовательно, не хотел, чтобы Саурон покидал эти места, надеясь, что поблизости от него Кольцо каким-либо образом проявит себя.
Гэндальфа всё же не оставляло беспокойство, и в 2941 году Третьей Эпохи он вновь поднимает на Белом Совете вопрос о нападении на Дол Гулдур, утверждая, что это необходимо предпринять для безопасности всего Средиземья и его народов. Саруман на этот раз с ним согласился, но лишь потому, что, как он узнал, Саурон тоже начал поиск Кольца в Ирисных Низинах. Совет собрал войско и выбил Саурона из Дол Гулдура. Но победа была не полной: Саурон предвидел такой шаг заранее и подготовился к штурму, а сам втайне переправился в Мордор, чтобы начать восстановление Барад-Дура. Спустя некоторое время он отправил в Дол Гулдур назгулов, которые вновь заняли крепость. Лишь в конце Войны Кольца Белый Совет смог окончательно очистить Дол Гулдур и сравнять стоявшую на нём крепость с землёй.

## Население
Во вселенной Толкина Лихолесье населяли преимущественно лесные эльфы-нандор, включая короля Орофера, его сына Трандуила и внука Леголаса. Их селения располагались глубоко в лесу. Однако когда Саурон тайно воздвиг крепость, то постепенно взял под свой контроль все южные области Лихолесья. В результате лес стал прибежищем орков, назгулов и гигантских пауков.
После поражения Саурона в Войне Кольца эльфы из Лотлориэна во главе с Галадриэль и Келеборном пересекли реку Андуин и заняли холм Амон Ланк. Крепость была разрушена. Келеборн взял под контроль южную часть Лихолесья, которая отныне стала называться Восточным Лориэном, а лесные эльфы остались жить в северной его части.

## Этимология названия
На придуманном и разработанном Толкином синдарине Амон Ланк обозначает «голый холм» (от Amon — «холм» и Lanc — «голый» или «голые»). После занятия этого места Сауроном оно стало известно, как Дол Гулдур («колдовская гора»). Слово Dol, строго говоря, означает «голова», но часто применяется в значении «гора», как в Дол Амрот и Дол Баран. Слово «гулдур» (Gûldur) означает «магия тьмы»: gûl — «колдовство», «магия»; dur — «тьма», «тёмный» (ср. название главной цитадели Саурона — Барад-Дур (синд. Barad-dûr), что в переводе с синдарина означает «тёмная башня», а также название крепости Минас Моргул (синд. Minas Morgûl) — «крепость чёрного колдовства»).

## Влияние на культуру
Несколько изображений Дол Гулдура включены в игру Games Workshop «The Lord of the Rings Strategy Battle Game», в части «Падение Некроманта». В игре присутствуют такие персонажи, как Королевы Пауков, Саурон Некромант, Предводитель диких варгов, и подчинённые им войска. Также в игре присутствуют фигурки Гигантских летучих мышей.
Дол Гулдур появляется во множестве игр, созданных по мотивам романа Дж. Р. Р. Толкина. В частности, в популярной игре «Властелин Колец: Битва за Средиземье II» имеется глава «Нападение на Дол Гулдур», которая заключает кампанию Света.
В 1996 году блэк-метал группа Summoning выпустила альбом с названием «Дол Гулдур».
Канадский художник Джон Хау изобразил Дол Гулдур в нескольких своих иллюстрациях и набросках, созданных для студии Electronic Arts. В «Myth and Magic: The Art of John Howe», Хау включил изображения Дол Гулдура вместе с иллюстрацией другой крепости из мира Толкина — Дол Амрота. Кроме того, Хау создал множество набросков и эскизов для Питера Джексона во время съемок трилогии «Властелина колец». Хау сотрудничал с Tolkien Enterprises, а также создал рисунок на карте Гэндальфа для игры «Iron Crown Enterprises», на которой также изображён Дол Гулдур.
1 декабря 2009 года в многопользовательской онлайн-игре «Властелин Колец Онлайн: Тени Ангмара» стал доступен пакет обновлений под названием «Осада Лихолесья», в котором были добавлены новые локации, включая большую часть южной территории леса и Дол Гулдур.